# 70 Pine Street
70 Pine Street, anteriormente conocido como 60 Wall Tower, Cities Service Building y American International Building, es un edificio residencial de 67 pisos y 290 m de altura en el Distrito Financiero del Bajo Manhattan en Nueva York (Estados Unidos). Fue diseñado por la firma de Clinton & Russell, Holton & George en estilo art déco. Fue construido entre 1930 y 1932 por el conglomerado de energía Cities Service Company (más tarde Citgo) y fue en el momento de su inauguración el edificio más alto del Bajo Manhattan y la tercera estructura más alta del mundo.
70 Pine Street ocupa un lote trapezoidal en Pearl Street entre las calles Pine y Cedar. Presenta una fachada de ladrillo, piedra caliza y gneis con numerosos retranqueos. El edificio tiene un extenso programa de ornamentación, incluido el logotipo triangular de la Compañía de Servicios de las Ciudades y motivos solares. Las características interiores incluían escaleras mecánicas en la base y ascensores de dos pisos que conectaban los pisos de la torre. Un ático de tres pisos, destinado al fundador de Cities Service, Henry Latham Doherty, se utilizó más tarde como observatorio público.
La construcción de 70 Pine Street se financió mediante una oferta pública de acciones, en lugar de un préstamo hipotecario. A pesar de haber sido construido durante la Gran Depresión, el edificio fue lo suficientemente rentable como para alcanzar el punto de equilibrio en 1936, con el 90 por ciento del espacio ocupado cinco años después. American International Group (AIG) compró el edificio en 1976 y fue adquirido por otra empresa en 2009 después de que AIG se declarara en quiebra. El edificio y el interior de su primer piso fueron designados como monumentos oficiales de Nueva York en junio de 2011. En 2016, el edificio se convirtió en una propiedad residencial de alquiler de lujo.

## Sitio
70 Pine Street se encuentra en el Distrito Financiero de Manhattan, en un terreno delimitado por la calle Pine al sur, la calle Pearl al este y la calle Cedar al norte. El sitio cubre 2973 m², mide 75 m en las calles Pine y Cedar por 35 m en la calle Pearl. El terreno desciende hacia el este, hacia Pearl Street, de modo que hay un vestíbulo superior (al que se accede desde Pine Street) y un vestíbulo inferior (al que se accede desde Pearl Street). Los inmuebles vecinos incluyen 56 Pine Street y el edificio Down Town Association al noroeste, 90–94 Maiden Lane al otro lado de Cedar Street y 60 Wall Street al otro lado de Pine Street.

## Arquitectura
70 Pine Street es un edificio de 67 pisos que se eleva 290 m. El techo mide 259 m de altura mientras que el piso superior mide 244 m de alto. Al igual que sus contemporáneos, 70 Pine Street tiene una apariencia gótica rematada en forma de aguja. Clinton & Russell, Holton & George diseñaron 70 Pine Street en estilo art déco, y fue el último gran encargo de estos arquitectos. De los directores de esa firma, la Comisión de Preservación de Monumentos Históricos de la Ciudad de Nueva York afirma que Thomas J. George fue probablemente el más involucrado en el diseño.
El edificio se construyó como parte de una carrera de rascacielos en curso en Nueva York, que resultó en que la ciudad tuviera el edificio más alto del mundo entre 1908 y 1974. Cuando se completó, 70 Pine Street fue el tercer edificio más alto del mundo, después del Empire State Building y el Chrysler Building en Midtown Manhattan. También fue el más alto del Bajo Manhattan, pues superó por 7,6 m al 40 Wall Street, el edificio de Manhattan Company. Fue el último rascacielos que se construyó en el Bajo Manhattan antes de la Segunda Guerra Mundial, y fue el edificio más alto del Bajo Manhattan hasta los años 1970, cuando se completó el World Trade Center. Con el colapso del World Trade Center en los ataques del 11 de septiembre, recuperó el estatus de edificio más alto del Bajo Manhattan hasta la finalización del nuevo One World Trade Center en 2014.

### Forma

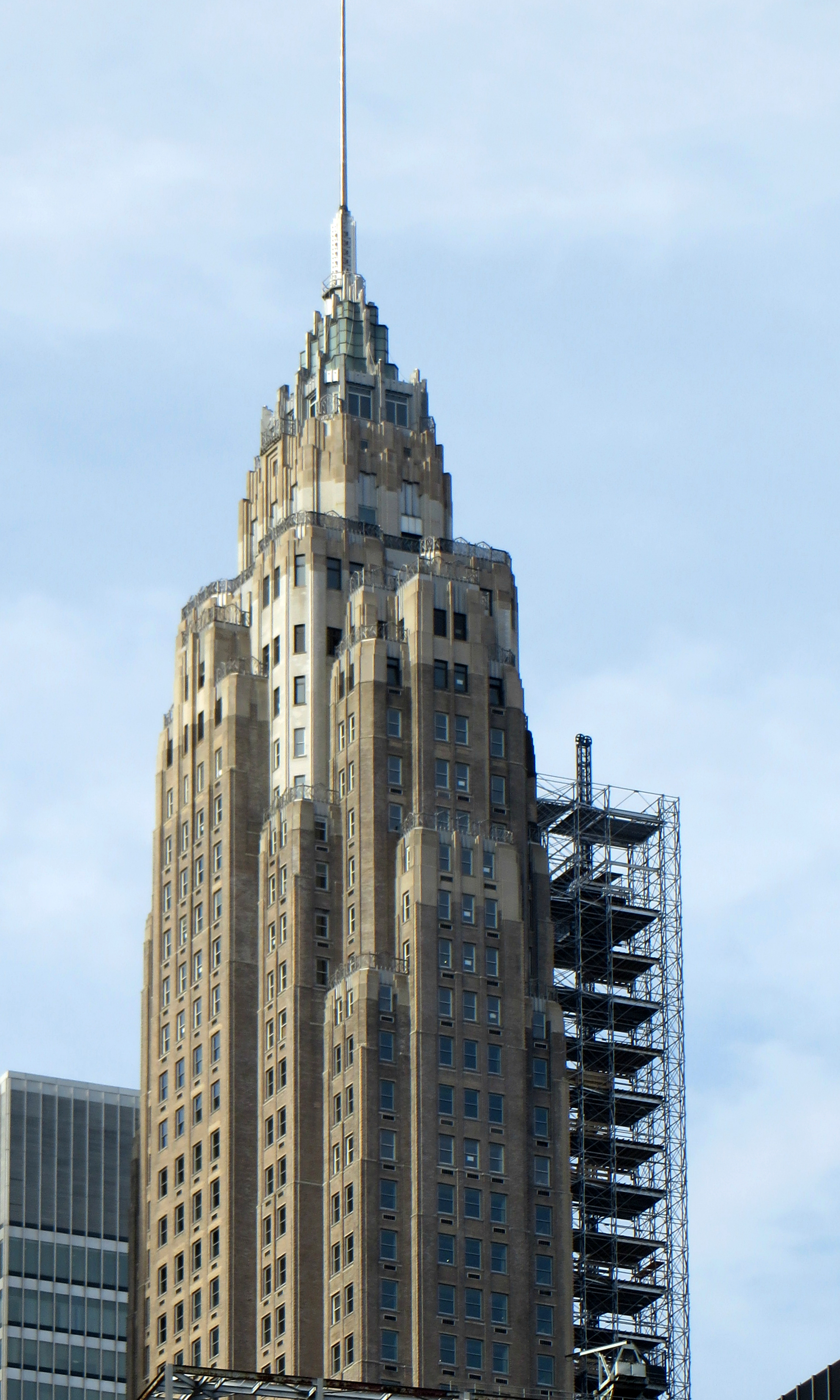
Sección superior del edificio, mostrando las pequeñas terrazas en cada retiro

El edificio tiene numerosos retranqueos en su exterior. Aunque los retranqueos en los rascacielos de Nueva York fueron ordenados por la Resolución de Zonificación de 1916 para permitir que la luz y el aire llegaran a las calles de abajo, más tarde se convirtieron en una característica definitoria del estilo art déco. Como resultado de las varias capas de retranqueos, los pisos superiores tienen un cuarto del tamaño de los pisos inferiores. El primer retranqueo es en el piso 32, seguido de otro gran retranqueo en el piso 56. Los niveles intermedios también tenían retranqueos menores, que se utilizaban como patios privados para las oficinas de los respectivos pisos. Había múltiples retranqueos en cada lado, por lo que los pisos superiores tenían hasta 20 lados.
Sobre la plataforma de observación del piso 67 se encuentra la torre del edificio, compuesta por una linterna de vidrio que se eleva 8,2 m, coronado por un pináculo de acero inoxidable que se extiende otros 29,6 m La aguja se eleva 38 m y pesa 7,1 LT; 7,3 t. El autor Dirk Stichweh caracterizó la aguja como si diera la impresión de un pico de montaña cubierto de nieve. La aguja tenía una baliza, que se describió como "visible a 320 km en el mar y tierra adentro". W. Parker Chase, escribiendo en 1932, caracterizó la aguja como "casi sensacional en su 'diferencia'".

### Fachada
La fachada está diseñada de modo que los portales de entrada y el vestíbulo estén lujosamente decorados, mientras que el resto del edificio es comparativamente sencillo. Los pisos inferiores de la fachada están cubiertos con piedra caliza de Indiana, mientras que los pisos superiores están revestidos con cuatro tonos de ladrillo, que se oscurecen hacia la cima del edificio. El gneis de Morton rojo y negro envuelve la planta baja. Un extenso sistema de iluminación destacó las características del edificio por la noche; su inclusión estuvo influenciada por el rol de Cities Service como proveedor de energía. Uno de los primeros publicistas de 70 Pine Street dijo que el fundador de Cities Service, Henry Latham Doherty, estuvo personalmente involucrado en el diseño de la estructura y que "insistió en la dignidad con la belleza, evitando por completo lo chillón, lo extravagante y lo demasiado colorido".
Cliff Parkhurst de la Organización Parkhurst diseñó la ornamentación de aluminio de 70 Pine Street. Estas características ornamentales incluyen relieves sobre cada juego de puertas de entrada; enjutas con aristas afiladas sobre las ventanas del piso inferior; y una rejilla de ventilación en Cedar Street. Además, había 6000 ventanas, diez millones de ladrillos, 254,9 L de mármol, y 21,4 LT de acero utilizado en la construcción de 70 Pine Street.

#### Entradas

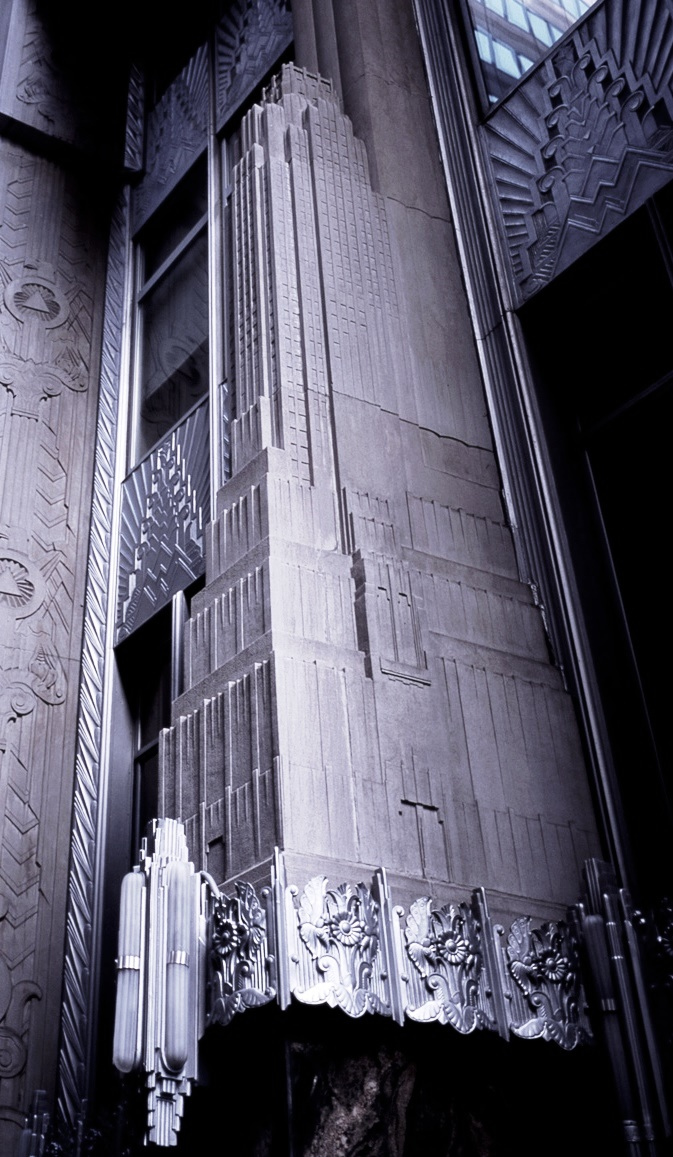
Un modelo en miniatura del edificio, incorporado entre los portales de entrada este en las calles Pine y Cedar.

El edificio tiene cuatro entradas principales: dos en Pine Street y dos en Cedar Street, todas conducen al vestíbulo principal. Otra entrada en Pearl Street, que anteriormente estaba ubicada debajo de la línea elevada de la Tercera Avenida, tiene un diseño más simple y conduce a un vestíbulo en el nivel inferior. Todas estas calles son más angostas que la calle típica de Manhattan: Pine Street mide 7,6 m de ancho mientras que Cedar Street tiene 10,7 m ancho. Debido a la pendiente del terreno, las entradas del oeste están al mismo nivel que la calle, y se accede a las entradas del este por tramos cortos de escalones que se elevan desde la calle.
Las entradas del este en las calles Pine y Cedar están cerca de los centros de estas fachadas. Consisten en grandes portales de cuatro pisos, que tienen arcos escalonados. Ambos arcos están divididos por un pilar de piedra caliza que tiene una representación a escala del rascaielos de 4,3 m de alturea tallada en piedra caliza, que puede ser obra de Rene Paul Chambellan. Robert A. M. Stern dijo que estos pilares "inspeccionaban a las multitudes de trabajadores como si una Virgen tallada bendijera a los peregrinos de una catedral gótica Había tres puertas de metal a cada lado de los pilares. Sobre las puertas había cuatro hileras de ventanas de guillotina; el nivel más bajo de este tipo estaba originalmente compuesto por persianas de vidrio, que reducían la presión del viento cuando se abrían las puertas, pero luego se reemplazaron con paneles de vidrio. A lo largo de los interiores de ambos arcos del portal hay relieves con el logotipo triangular de Cities Service. Dentro de cada entrada había escaleras que conducían a los vestíbulos superior e inferior.
Las entradas occidentales en las calles Pine y Cedar están cerca del extremo occidental del edificio y tienen dos pisos de altura. Cada portal tiene dos conjuntos de puertas giratorias.

### Interior
Al construir 70 Pine Street, los desarrolladores tenían que considerar la rentabilidad de los rascacielos junto con la altura. Este edificio fue diseñado para acomodar entre 7000 y 8000 empleados, más que casi cualquier otro rascacielos en ese momento. Por lo tanto, los espacios interiores se diseñaron teniendo en cuenta la alta capacidad. El edificio tiene 80 360 m² de espacio interior. Cuando abrió, había 97 084 m² de superficie construida bruta, de los cuales 63 174 m² estaban disponibles para alquiler.

#### Vestíbulo

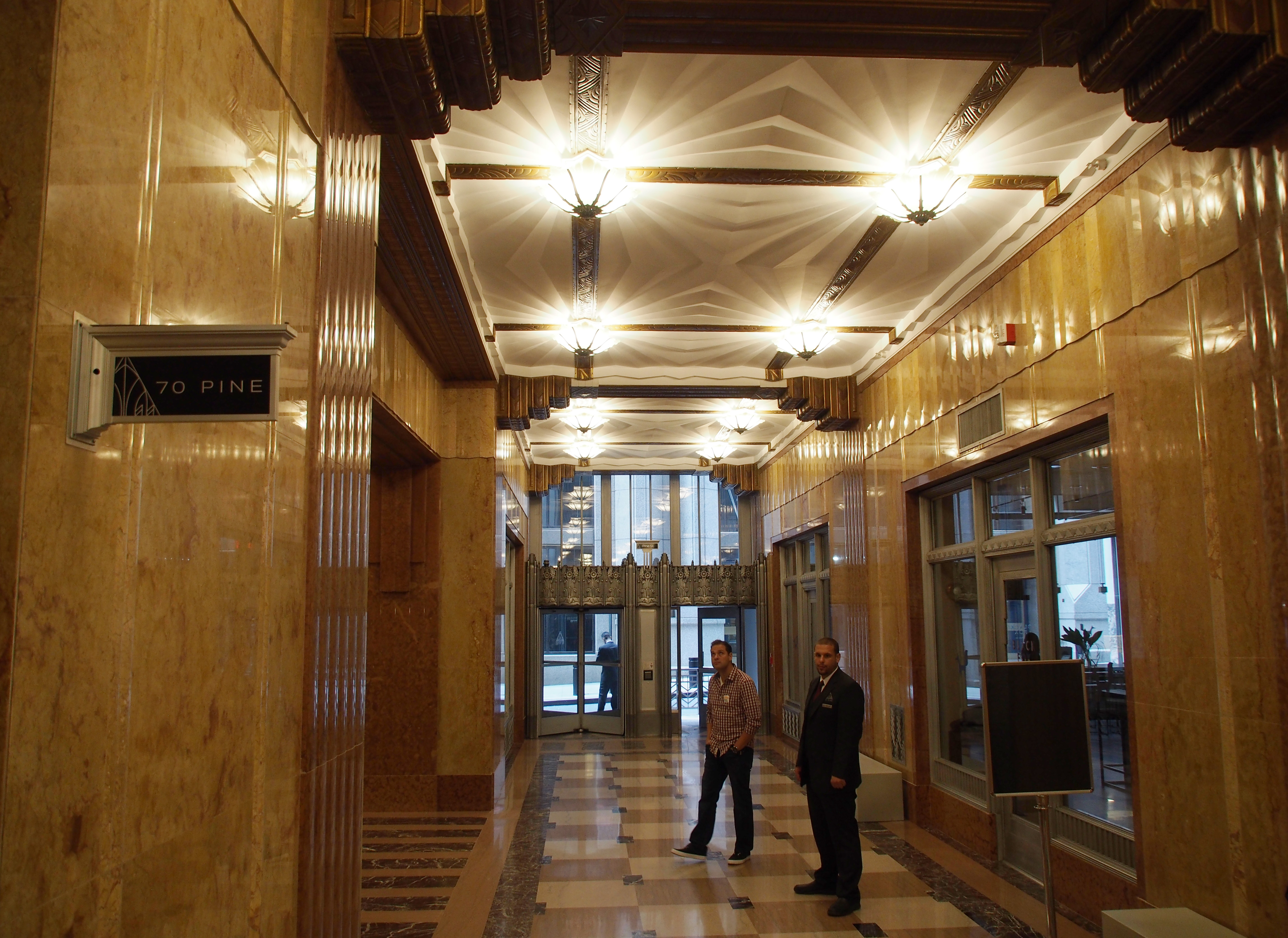
El vestíbulo art déco

El vestíbulo del primer piso está dispuesto en seis pasillos. Dos de estos miden 33,5 m de largo, yendo de norte a sur entre los pares de entradas en las calles Pine y Cedar, mientras que otros tres pasillos tienen 42,7 m largo yendo de oeste a este; también hay un amplio salón central. Los pasajes son de 3 a 6,1 m de ancho, con la parte más ancha del vestíbulo cerca de la calle Pine, donde hay un puesto de información. El vestíbulo está orientado ligeramente hacia el oeste, lejos de las líneas elevadas que antes ensombrecían la calle Pine, de modo que las entradas del oeste pudieran ubicarse a nivel del suelo y para que el puente aéreo hacia 60 Wall Street fuera posible.
Dentro de cada entrada había espacios comerciales que daban al vestíbulo del primer piso. Cuatro escaparates estaban ubicados en la parte sur del vestíbulo. Hasta principios de los años 2000, estos espacios comerciales tenían tiendas como "una farmacia, una librería, un estanco y una oficina de telégrafos ". Hay escaleras en la parte sur del vestíbulo cerca de la calle Pine, así como en la parte este cerca de la calle Pearl; estas escaleras ascienden al segundo piso y descienden al vestíbulo del sótano. También había escaleras mecánicas entre todos los niveles desde el sótano hasta el sexto piso, cerca de la entrada occidental en Pine. El vestíbulo del sótano es una versión más simple del vestíbulo del primer piso y sirve principalmente como área de embarque para las cubiertas inferiores de los antiguos ascensores de dos pisos de 70 Pine Street. Las cubiertas superiores de estos ascensores se atendieron desde el vestíbulo principal.
A pesar del deseo de Doherty de "dignidad con belleza", el vestíbulo está muy ornamentado con mármoles multicolores de Europa. La mayor parte del área de la pared está compuesta de mármol amarillo, dividida por pilares verticales de mármol rojo oscuro. Los suelos están compuestos por paneles de mármol blanco y rosa, dispuestos a modo de damero. El techo es de yeso y está sostenido por grandes ménsulas dentadas. Está pintado en su mayor parte de blanco, a excepción de bandas de relieve de colores, que emanan de elementos como las luminarias. Cliff Parkhurst proporcionó el elaborado trabajo en metal del vestíbulo. Un escritor de The New York Times comparó el vestíbulo del edificio con "algo que Bernini habría diseñado si hubiera vivido para ver la era del jazz".

#### Otros espacios interiores
El sótano tenía una bóveda de un banco con los sistemas de seguridad más avanzados disponibles en esa época. También hubo varias características específicas para los inquilinos. En el piso 29, había una biblioteca llena de libros y documentos de derecho, que estaba disponible solo para los inquilinos. Justo debajo del observatorio había una sala de conferencias con paneles de cuero. A 2020, el rascacielos tiene muchas comodidades, incluido un gimnasio Elite by New York Sports Club en el nivel inferior, un mercado de alimentos y varios salones.
Desde su conversión de 2015-2016, 70 Pine Street incluye 612 apartamentos residenciales. Los apartamentos están dispuestos como apartamentos tipo estudio o unidades de uno o dos dormitorios, y generalmente están equipados con pisos de madera. Otras 132 unidades son administradas como habitaciones de hotel por Lyric, una empresa emergente financiada por Airbnb. Los inquilinos minoristas incluyen un mercado gourmet y un restaurante de alta gama en el vestíbulo. El edificio también tiene un gimnasio y un centro recreativo, que incluye una sala de proyección, una bolera, un campo de golf cubierto y una sala de juegos en la antigua bóveda del banco en el sótano.

#### Plataforma de observación

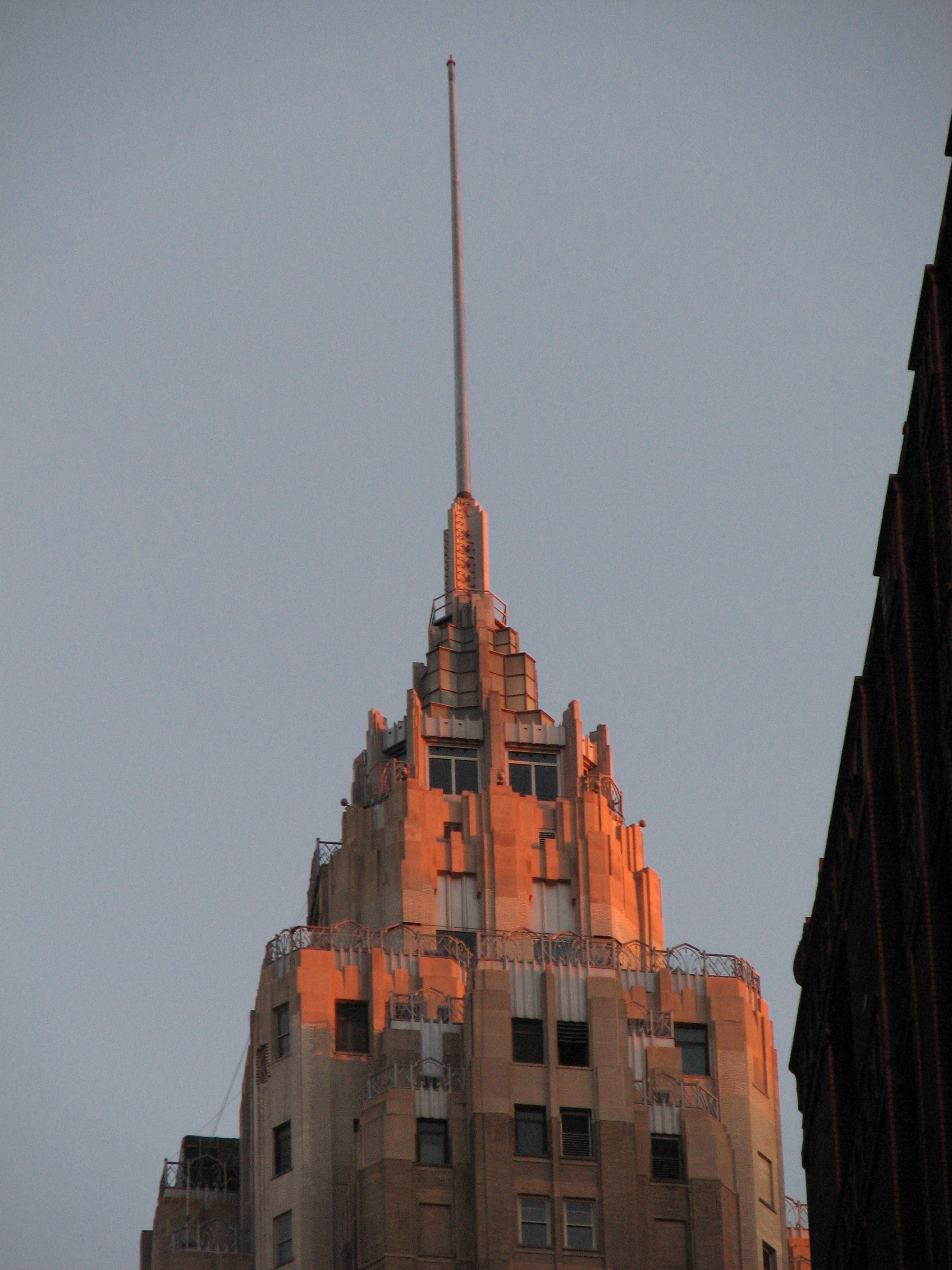
La aguja al atardecer

Los tres pisos superiores fueron originalmente diseñados como la residencia privada de Doherty. La suite tenía un gimnasio y una cancha de squash; además, la cama de Doherty se diseñó sobre una plataforma motorizada que podía deslizarse hacia la terraza. Sin embargo, Doherty no se movió en el espacio.
En julio de 1932, la suite privada se abrió al público como mirador. Este constaba de una plataforma al aire libre con un solárium de vidrio cerrado sobre él de 7 por 10,1 m en el piso 66. Fue atendido por un ascensor de cinco pasajeros que. Hasta la construcción de 1973 del World Trade Center, fue el mirador más alta de cualquier edificio en el Bajo Manhattan. La entrada cobraba 40 céntimos en 1939; en comparación, el acceso a la terraza del Empire State Building costaba 1,10 dólares. Durante la Segunda Guerra Mundial, la atracción estuvo cerrada al público porque daba al cercano Brooklyn Navy Yard, una instalación militar activa. La cubierta estuvo permanentemente cerrada al público antes de 1975.
En 2019, como parte de la conversión del edificio en apartamentos residenciales en los años 2010, James Kent y Jeff Katz convirtieron los cuatro pisos superiores en el restaurante de alta cocina SAGA, y en la planta baja Crown Shy, un restaurante de 120 asientos. Crown Shy es un restaurante a la carta, con platos que se piden individualmente.

### Características mecánicas

#### Ascensores
Hay 24 ascensores en total, con seis grupos de cuatro ascensores cada uno en el vestíbulo del primer piso. Había ocho ascensores de dos pisos; seis ascensores "exprés" que corrían sin parar desde el vestíbulo para dar servicio a los pisos superiores; ocho ascensores "locales" que daban servicio a los pisos inferiores; y dos montacargas. Todos los ascensores pudieron servir a un total de 10 200 personas cada hora. En caso de emergencia, se estimó que, junto con las escaleras mecánicas que dan servicio a los pisos inferiores, estos podrían despejar el edificio en 35 minutos. Las puertas del ascensor en el vestíbulo principal tienen un diseño ornamentado, que se asemejan a las del Fred F. French Building, el 608 Fifth Avenue, y al Edificio Chrysler. Cada puerta de ascensor es de doble hoja de aluminio, con patrones de rombos y tréboles, que fueron fundidos en una sola pieza. Las puertas de los ascensores en los vestíbulos tienen paneles en relieve octogonales esculpidos por Chambellan. Estos relieves muestran alternativamente a una mujer con una lámpara de aceite ya un hombre con una turbina eléctrica.
Debido al pequeño tamaño del lote de 70 Pine Street y los retranqueos que hacen que los pisos superiores sean aún más pequeños, no habría sido rentable bajo las prácticas normales de construcción si tuviera más de 48 pisos. Los ingenieros de Otis Elevator Company le dijeron a Doherty que los ascensores de dos pisos podrían resolver el problema. Como tal, la empresa fabricó ocho ascensores de dos pisos. Los ascensores de dos pisos viajaban hasta los pisos 59 y 60, donde otro ascensor separado de un solo piso servía a los seis pisos superiores. El piso superior de cada ascensor daba servicio a los pisos impares, mientras que el piso inferior daba servicio a los pisos pares. La parte de la calle Cedar del vestíbulo del primer piso tenía ascensores que solo daban servicio a los pisos inferiores del edificio, mientras que la parte de la calle Pine tenía ascensores que daban servicio a los pisos superiores.
El Registro y Guía de Bienes Raíces declaró que los ascensores de dos pisos, anticipados durante mucho tiempo por los desarrolladores, estaban "permitidos por una disposición especial en el nuevo código de ascensores". En comparación con 11 o 14 ascensores estándar, los ascensores de dos pisos ahorraron 200 000 dólares en costos de construcción y liberaron hasta 3716,1 m² de espacio, en un momento en que el espacio de oficina se podía alquilar a una tasa promedio de 37 dólares/m² por año. El columnista Sam Love no estuvo de acuerdo y dijo que "las probabilidades y los pares en el Edificio de Servicios de las Ciudades nunca se verán aunque sean los vecinos más cercanos", refiriéndose a los números de piso. Los ascensores de dos pisos se retiraron en 1972 y se reemplazaron por cabinas de un solo piso. Según los informes, los ascensores de dos pisos habían sido impopulares porque la entrada del vestíbulo inferior no se completó y no se abrió una entrada de metro propuesta. El Citigroup Center adoptó la misma idea en los años 1970, convirtiéndose posiblemente en el primer edificio en Nueva York después de 70 Pine Street en tener ascensores de dos pisos.

#### Otras características

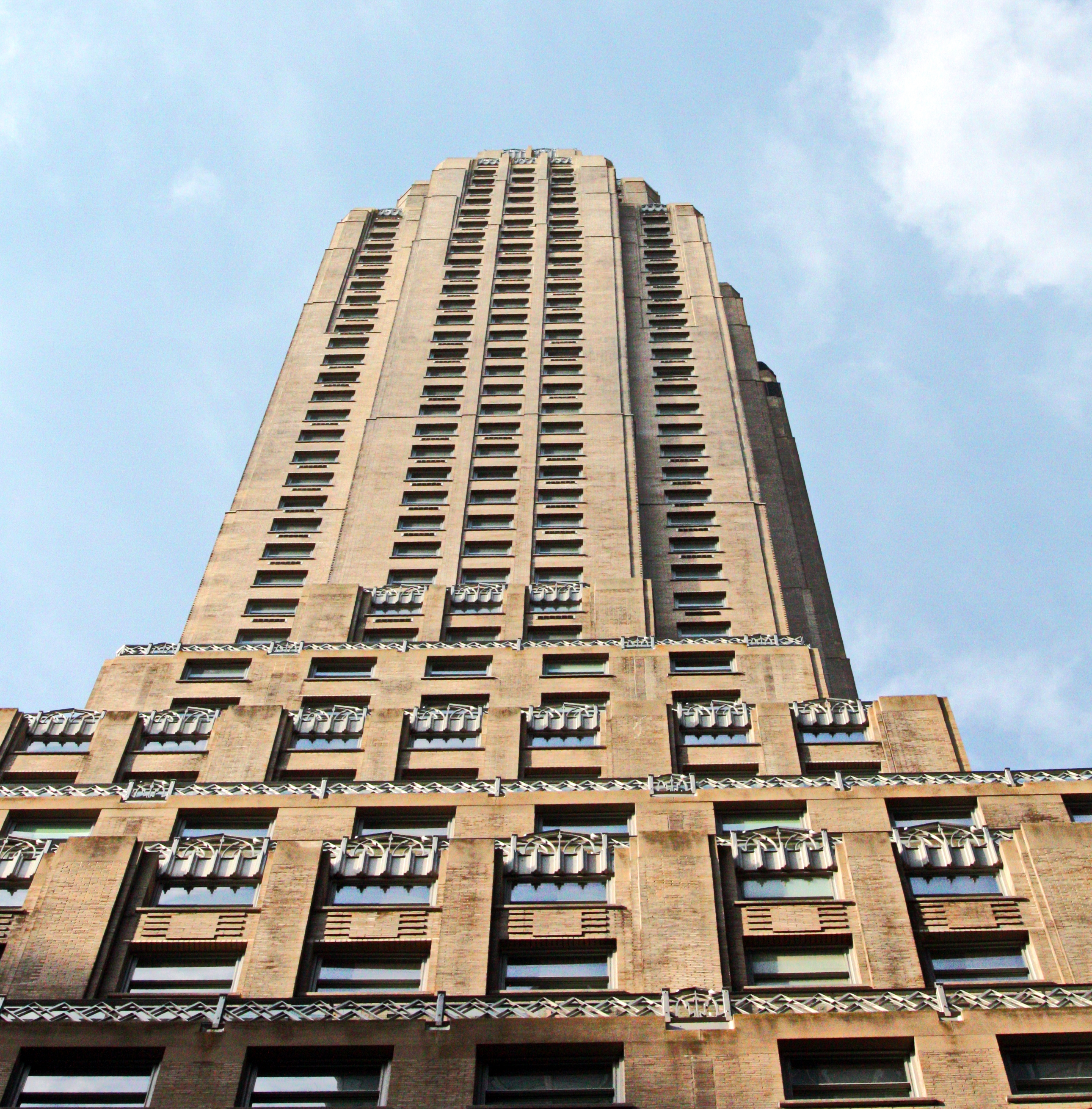
En contrapicado, desde el nivel de la calle

En el piso 16, un puente aéreo conectaba 70 Pine Street con 60 Wall Street. Había otra conexión, un túnel, entre los dos edificios. Las conexiones permitieron que 70 Pine Street reclamara inicialmente una dirección de Wall Street, que se consideraba "más prestigiosa" en comparación con una dirección normal en el Distrito Financiero. El puente fue destruido en 1975 cuando el edificio original de 60 Wall Street fue demolido para dar paso al edificio actual más grande. En ese momento, era uno de los pocos puentes aéreos de la ciudad. En 1979, se construyó un puente de reemplazo, conectando los pisos sexto y séptimo de 70 Pine Street con los pisos séptimo y octavo de 72 Wall Street.
Cuando se inauguró, 70 Pine Street tenía escaleras mecánicas entre el primero y el sexto piso, como otra medida para ahorrar espacio. El sentido de las escaleras era reversible para en función de flujos laborales, demodo que funcionaban de subida por la mañana y de bajada por la tarde. Según los informes, las escaleras mecánicas podrían permitir que el sótano hasta el sexto piso se vacíe en 10 minutos. Dado que estos pisos albergaban al personal administrativo de Cities Service en el momento de la finalización del edificio, los pisos estaban conectados por escaleras mecánicas en lugar de ascensores, porque los estudios habían demostrado que las escaleras mecánicas ahorraban más espacio. Este fue uno de los primeros usos de las escaleras mecánicas en un importante edificio de oficinas. Aunque el Empire State Building también había incluido escaleras mecánicas entre el vestíbulo y el entrepiso, 70 Pine Street se inspiró en el diseño de una tienda por departamentos, el primer edificio de oficinas en Nueva York diseñado de esta manera. Estas escaleras mecánicas estaban escondidas detrás de una pared de mármol falso.
70 Pine Street también incorporó un sistema de calefacción por agua caliente, innovador para la época, que eliminó la necesidad de instalaciones de calderas. El edificio también tenía un "sistema de ventilación de unidad"; este utilizó espacios sobre los radiadores y dentro de las paredes para proporcionar ventilación sin polvo ni ruido.

## Historia

### Contexto y planificación
Henry Latham Doherty tuvo éxito al operar numerosas empresas en los sectores de servicios públicos de electricidad y gas manufacturado a fines del siglo XIX y principios del XX. Formó Cities Service Company como una empresa de "luz, calor y energía" en 1910, y en los años siguientes, su empresa creció. En ese momento, sus oficinas principales estaban ubicadas en 60 Wall Street de 27 pisos (construido en 1905 y demolido en 1975), que había ocupado desde 1906, y estaba ubicado justo al sur del sitio de construcción actual. Doherty, que ya poseía varias propiedades en el Bajo Manhattan, compró 60 Wall Street en diciembre de 1924, con el objetivo de ampliar la estructura. Cuatro años más tarde, en enero de 1929, formó Pine Street Realty Company, después de haber fracasado en desarrollar "un gran centro de negocios" cerca de Battery Park. Clinton & Russell fueron contratados como arquitectos y propusieron dos planes para el sitio: una losa simple que se eleva desde el suelo y un diseño neogótico que se eleva 60 pisos. Ambos planes fueron rechazados por el Departamento de Edificios de la Ciudad de Nueva York.
Luego, Pine Street Realty Company comenzó a comprar terrenos al otro lado de la calle. El sitio estaba ubicado en el centro del Distrito Financiero, cerca de la línea elevada de la Tercera Avenida, y estaba rodeado de edificios más bajos. La empresa compró doce edificios en enero de 1929, formando un terreno de 1579 m². Otras cinco parcelas se adquirieron mediante arrendamiento en noviembre de 1929, y Cities Service Company también estaba en negociaciones para adquirir el edificio de la Down Town Association. En ese momento, la empresa planeaba construir entre 25 y 50 pisos. Dos lotes más fueron arrendados en julio de 1930. En total, Pine Street Realty Company adquirió 23 lotes, que tenían edificios de mampostería de tres a cinco pisos de poca altura, por un total total de 2 millones de dólares, un costo relativamente barato para la época.
El economista W. C. Clark investigó el diseño del Cities Service Building planificado y, en octubre de 1929, habló sobre sus hallazgos en el Club de Ingenieros. Descubrió que los edificios más altos en lotes pequeños podrían ser rentables, siempre que incluyeran ascensores de dos pisos debido al tamaño pequeño del lote. Como resultado, el Cities Service Building propuesto era económicamente más viable como un edificio de 63 pisos. Doherty presentó los planos de construcción al Departamento de Edificios en mayo de 1930. La estructura estaba programada para tener 63 pisos, incluidos los ascensores de dos pisos debido al tamaño pequeño del lote, y costaba 7 millones de dólares. Fue uno de varios edificios que Doherty planeó construir en el Bajo Manhattan, aunque ninguno de los otros proyectos se realizó debido a la falta de fondos después de la Gran Depresión. Después de que se enviaron los planos del edificio, su altura se incrementó a 66 pisos y se agregó una aguja, aumentando la altura total a 289,6 m. El Cities Service Building superó así los 283 m de 40 Wall Street para convertirse en el edificio más alto de Manhattan al sur de la calle 34.

### Construcción

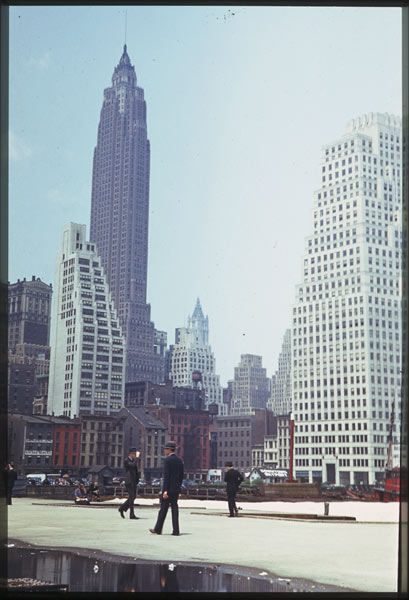
70 Pine Street y otras estructuras vistas desde los muelles del Río Este en 1941

La demolición de los edificios existentes y la excavación del sitio comenzaron casi inmediatamente después de que se presentaran los planos de construcción. La parte occidental del sitio fue la primera en ser limpiada; unas 89,3 LT fue excavado hasta una profundidad de 18,3 m La fundación tomó 245 000 horas de trabajo para completarse. El trabajo se complicó por la presencia de un obstáculo: el arrendatario del edificio Nik Couroulas, un operador de cafetería que también operaba una franquicia de Lindy's. La empresa de Doherty no pudo llegar a un acuerdo de arrendamiento con Courouulas antes del inicio de los trabajos. El edificio de Coutrolas fue demolido de todos modos y demandó a Doherty por daños y perjuicios, y finalmente recibió una compensación de 5000 dólares.
La construcción se financió utilizando un método de oferta pública poco convencional en ese momento. Henry L. Doherty & Co. vendió 15,7 millones de dólares en acciones sin intereses, descritas en ese momento como "financieramente únicas entre los grandes edificios de oficinas de Nueva York". Esto evitó la necesidad de que los propietarios del edificio sacaran un préstamo hipotecario. James Stewart & Company fue contratado como contratista general, Taylor Fichter Steel Construction fue el ingeniero estructural, y John M. Parrish fue el superintendente general del proyecto.
La estructura de acero se construyó a un ritmo promedio de tres pisos por semana. The New York Times informó en abril de 1931 que el acero se había erigido en el piso 27. A mediados de 1931, la estructura de acero había llegado al piso 59, mientras que la fachada se había construido hasta el piso 50. En ese momento, la construcción de 70 Pine Street empleaba a 600 trabajadores y la estructura no tenía un nombre oficial. Estos dedicaron durante 119 000 horas sin accidentes importantes. La aguja se instaló en octubre de 1931. El puente aéreo entre 70 Pine Street y el antiguo 60 Wall Street se completó en febrero de 1932, momento en el que el edificio en 70 Pine Street se conoció como 60 Wall Tower.
A principios de 1932, se completó la 60 Wall Tower. El Departamento de Edificios le otorgó una certificación de ocupación temporal en marzo de 1932, seguida de una permanente en agosto. El edificio se inauguró el 13 de mayo, el 62 cumpleaños de Doherty. El evento celebró la reincorporación de Doherty como ejecutivo de Cities Service después de una pausa de seis años en el cargo debido a problemas de salud. Incluyó un almuerzo al que asistieron 200 empresarios; la dedicatoria del busto de bronce de Doherty; la iluminación de la aguja; y un anuncio de radio que este hizo desde la aguja utilizando la entonces nueva tecnología de "rayo de luna".
Los inquilinos habían comenzado a mudarse a 70 Pine Street antes de su inauguración oficial. Al momento de la apertura, los pisos segundo al decimoséptimo estaban ocupados por aproximadamente 3000 empleados de Cities Service. Los restantes se alquilaron a una amplia gama de inquilinos, incluidos fabricantes, abogados, contadores y Western Union Telegraph Company. Sin embargo, la mayoría de los inquilinos de los pisos superiores eran abogados, que aprovecharon la biblioteca jurídica del piso 29. El segundo y tercer piso también fueron ocupados por el Comité de Alivio de Emergencia por Desempleo. Según los informes, dos tercios del edificio estaban alquilados en 1933, pero no alcanzó el 90 por ciento de ocupación hasta 1941. Los inquilinos posteriores incluyeron el Banco de la Reserva Federal de Nueva York, que ocupó un espacio en 1941. Un inquilino, el boxeador Artie McGovern, operaba un club atlético en el séptimo piso, que según los informes era visitado por más de mil hombres diariamente e incluía un gimnasio, canchas de balonmano y squash, mesas de ping-pong e instalaciones de golf. La estación de radio WGYN también estableció sus estudios y transmisor en 70 Pine Street cuando fue fundada en diciembre de 1941, aunque WGYN dejó de transmitir en mayo de 1950.
Una parte de 70 Pine Street se poseía por separado del resto del edificio, de modo que las dos secciones pudieran separarse si fuera necesario. Esta sección, que cubre 929 m², era propiedad del patrimonio del aviador Cortlandt F. Bishop y estaba alquilado a una subsidiaria de propiedad absoluta de Cities Service Company, Sixty Wall Tower Inc. En junio de 1950, la New York Trust Company puso a subasta el terreno debajo del edificio en nombre del patrimonio de Bishop. Tras la Segunda Guerra Mundial, Cities Service redujo su personal en Manhattan y arrendó varios pisos inferiores. Merrill fue uno de esos inquilinos, alquiló diez pisos en una transacción de 1957, y finalmente trasladó a 3400 de sus 8600 empleados a 70 Pine Street en 1965. Aunque Cities Service se hizo conocido como Citgo en 1965, el edificio conservó el nombre de Cities Service Building.

### Propiedad posterior

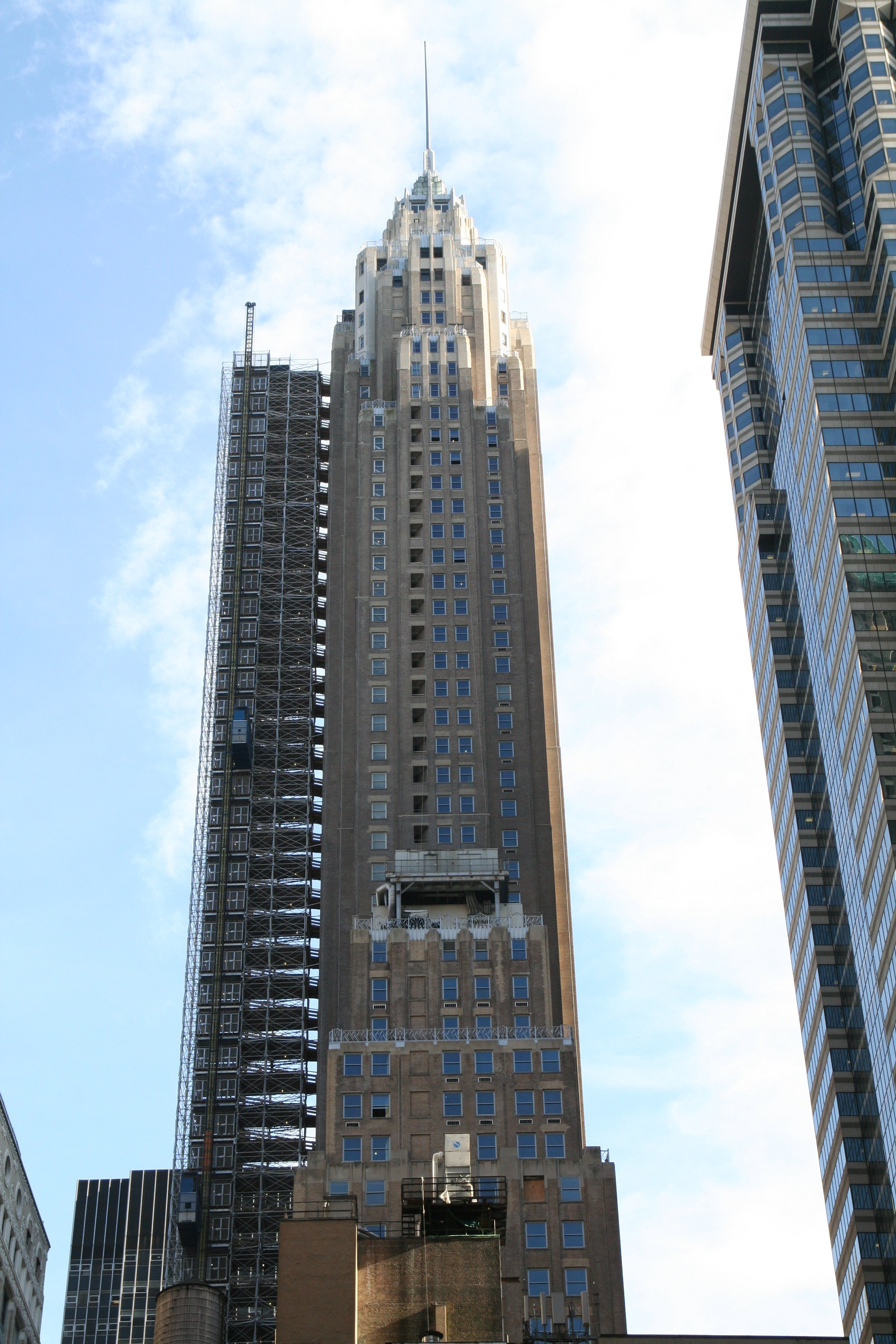
El edificio bajo renovación en 2014

Citgo anunció en 1973 que trasladaría su sede ejecutiva a Tulsa y vendería 70 Pine Street y varios otros edificios en Manhattan. La medida afectaría a unos 250 empleados en 70 Pine Street. El traslado de Citgo a Tulsa se realizó en 1975. Al año siguiente, el edificio fue comprado por 15 millones de dólares por el American International Group (AIG), que quería duplicar la cantidad de espacio disponible para sus 500 empleados de Nueva York. 70 Pine Street pasó a llamarse American International Building y los trabajadores de AIG se mudaron a la estructura durante los dos años siguientes. Bajo la propiedad de AIG, se renovó el vestíbulo y se demolió y reconstruyó el puente aéreo a Wall Street. AIG compró el cercano 175 Water Street en 1995, pero mantuvo su sede en 70 Pine Street.
70 Pine Street sirvió como la sede mundial de AIG hasta la crisis financiera de 2008, cuando la empresa quebró. En consecuencia, AIG decidió vender varios activos para recaudar dinero, por lo que 70 Pine Street se vendió al desarrollador Youngwoo & Associates en 2009. El exterior de 70 Pine Street y el interior del primer piso fueron designados Monumentos de la ciudad de York en junio de 2011. El edificio fue comprado por MetroLoft en enero de 2012, que planeaba convertirlo en un edificio de apartamentos o en un complejo combinado de hotel y apartamentos con unas 1000 unidades en total. MetroLoft le vendió el edificio a Rose Associates ese mismo año.
Rose y DTH Capital transformaron 70 Pine Street en un edificio de uso mixto con apartamentos de alquiler de lujo y una variedad de tiendas y restaurantes a partir de 2015. El arrendamiento de las unidades residenciales comenzó en diciembre de 2015, y la renovación se completó el próximo año. A diferencia de los pisos superiores de otros edificios residenciales convertidos, que generalmente se convirtieron en apartamentos penthouse, Rose decidió agregar comodidades a los pisos superiores de 70 Pine Street. El espacio en el vestíbulo y los pisos superiores de 70 Pine Street se estableció originalmente para contener restaurantes por April Bloomfield y Ken Friedman, quienes se retiraron del proyecto en julio de 2016. En última instancia, los espacios del restaurante del piso superior albergaron el restaurante Crown Shy de James Kent y Jeff Katz, que abrió sus puertas en 2019. Mint House abrió un hotel de 132 unidades para viajeros de negocios en noviembre de 2020, y el restaurante Saga abrió en lo alto del edificio a finales de 2021.

## Incidentes
En 1976, dos mil inquilinos fueron evacuados luego de que se produjera un incendio en el octavo piso, que causó varios heridos leves. En noviembre de 2016 un individuo escaló el edificio, por lo que fue acusado de salto base y allanamiento de morada.